# آلوارو ماگالیس
آلوارو ماگالیس (پرتغالی: Álvaro Magalhães؛ زادهٔ ۳ ژانویهٔ ۱۹۶۱) مربی فوتبال اهل پرتغال است.
از باشگاه‌هایی که در آن بازی کرده‌است می‌توان به بنفیکا و آکادمیکا اشاره کرد.
وی همچنین در تیم ملی فوتبال پرتغال بازی کرده‌است.